# Борне-Суліново (гміна)
Гміна Борне-Суліново (пол. Gmina Borne Sulinowo) — місько-сільська гміна у північно-західній Польщі. Належить до Щецинецького повіту Західнопоморського воєводства.
Станом на 31 грудня 2011 у гміні проживало 9827 осіб.

## Територія
Згідно з даними за 2007 рік площа гміни становила 484.24 км², у тому числі:
- орні землі: 24.00%
- ліси: 52.00%

Таким чином, площа гміни становить 27.43% площі повіту.

## Населення
Станом на 31 грудня 2011:
| Опис     | Загалом | Загалом | Чоловіки | Чоловіки | Жінки | Жінки |
| -------- | ------- | ------- | -------- | -------- | ----- | ----- |
| одиниця  | осіб    | %       | осіб     | %        | осіб  | %     |
| все      | 9827    | 100     | 4846     | 49.31    | 4981  | 50.69 |
| міське   | 4844    | 100     | 2306     | 47.61    | 2538  | 52.39 |
| сільське | 4983    | 100     | 2540     | 50.97    | 2443  | 49.03 |

## Сусідні гміни
Гміна Борне-Суліново межує з такими гмінами: Барвіце, Оконек, Чаплінек, Щецинек, Ястрове.